# Pagyris
Genre
Pagyris est un genre de papillons de la famille des Nymphalidae et de la sous-famille des Danainae présent dans le nord-est et sur la côte Pacifique de l'Amérique du Sud.

## Historique et dénomination
Le genre Pagyris a été nommé par Jean-Baptiste Alphonse Dechauffour de Boisduval en 1870.

## Liste des espèces
Selon BioLib (7 juillet 2023) :
- Pagyris cymothoe (Hewitson, 1855)
- Pagyris priscilla Lamas, 1986
- Pagyris renelichyi Neild, 2008
- Pagyris ulla (Hewitson, 1857)